# Памятник пионерам-героям в Таврическом саду
Памятник пионерам-героям — памятник в Таврическом саду (Санкт-Петербург). Является первым в городе монументом, посвященным героизму юных пионеров, погибших в Ленинграде в годы Великой Отечественной войны.

## Описание

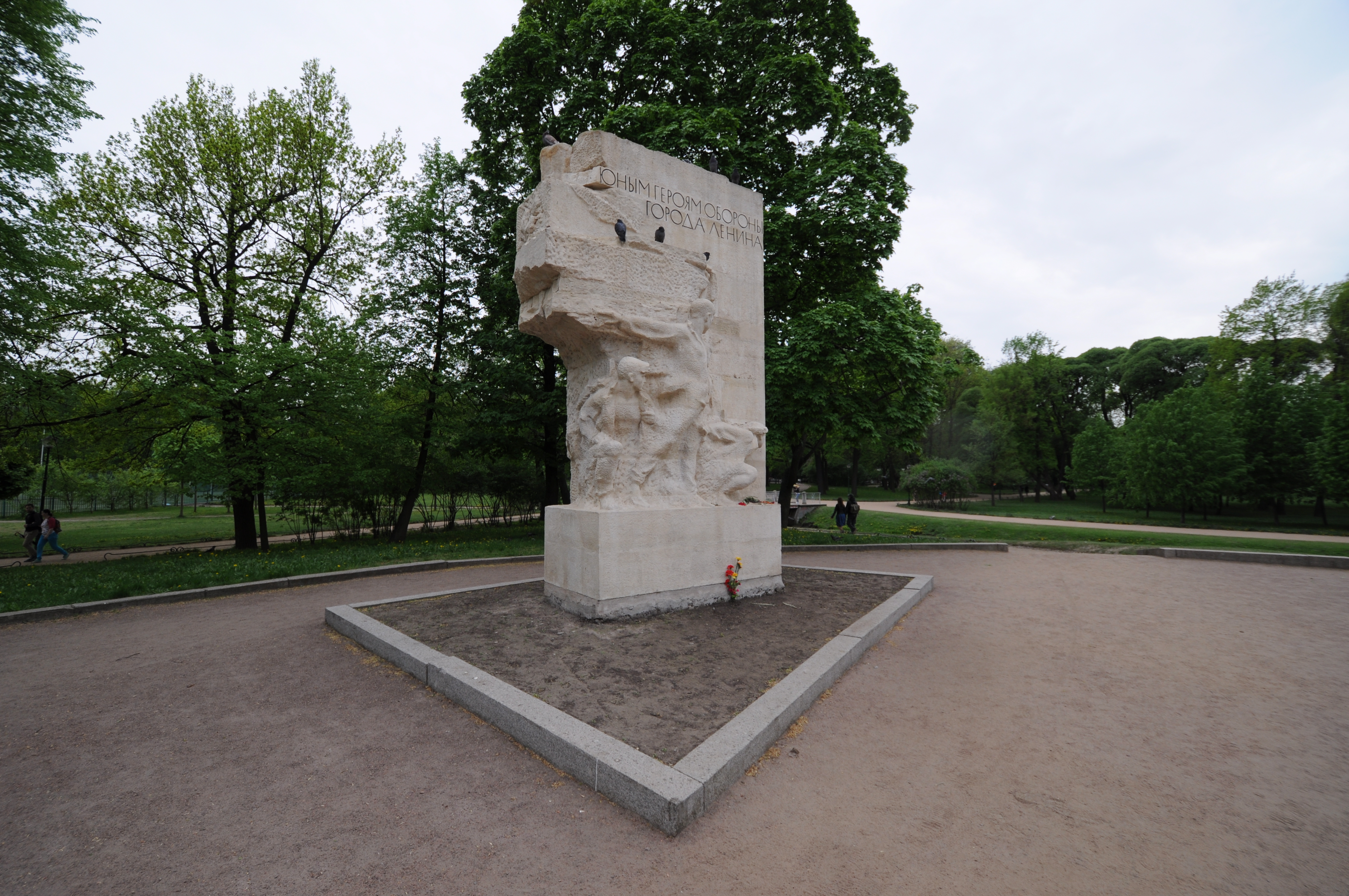

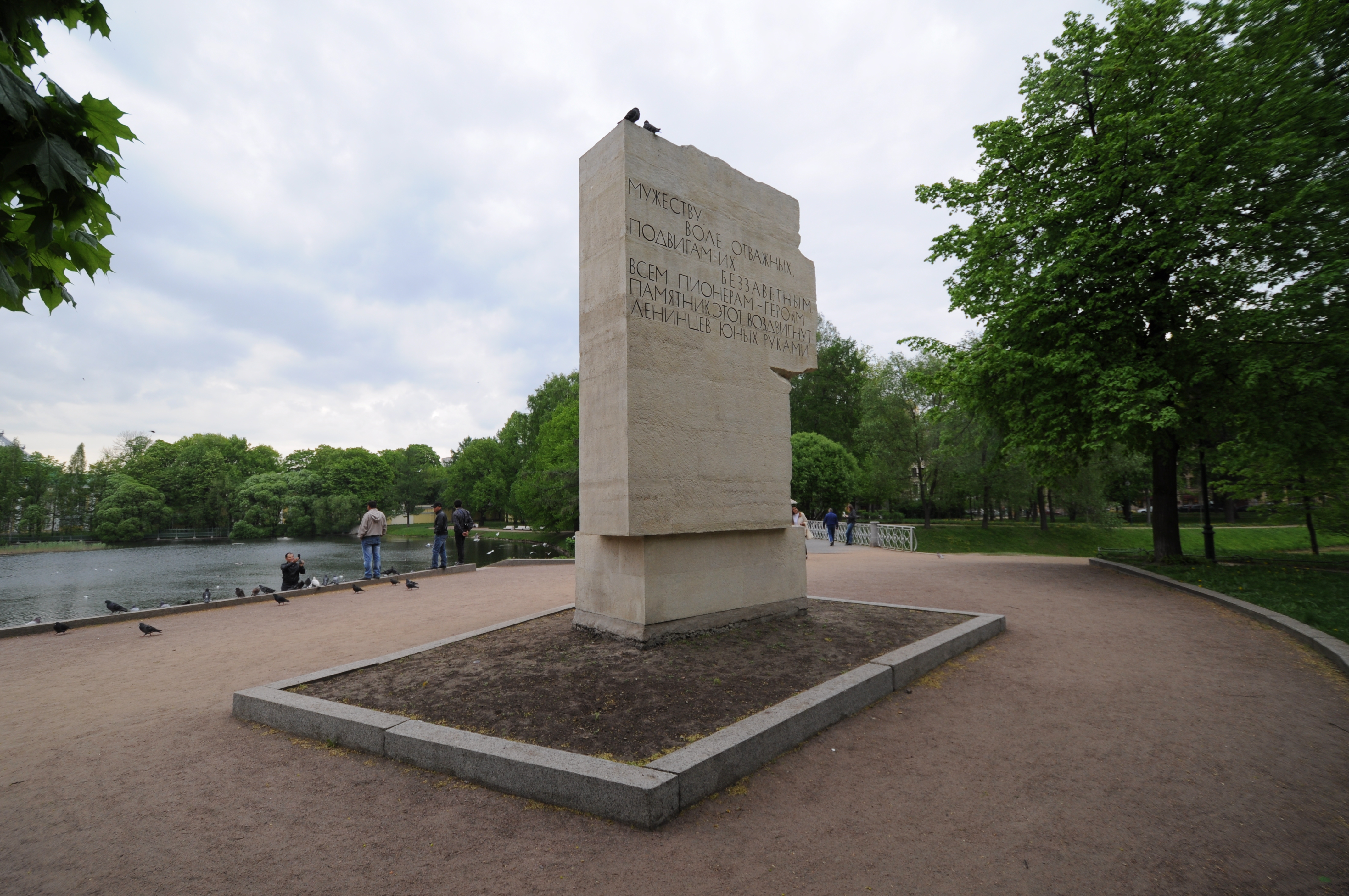

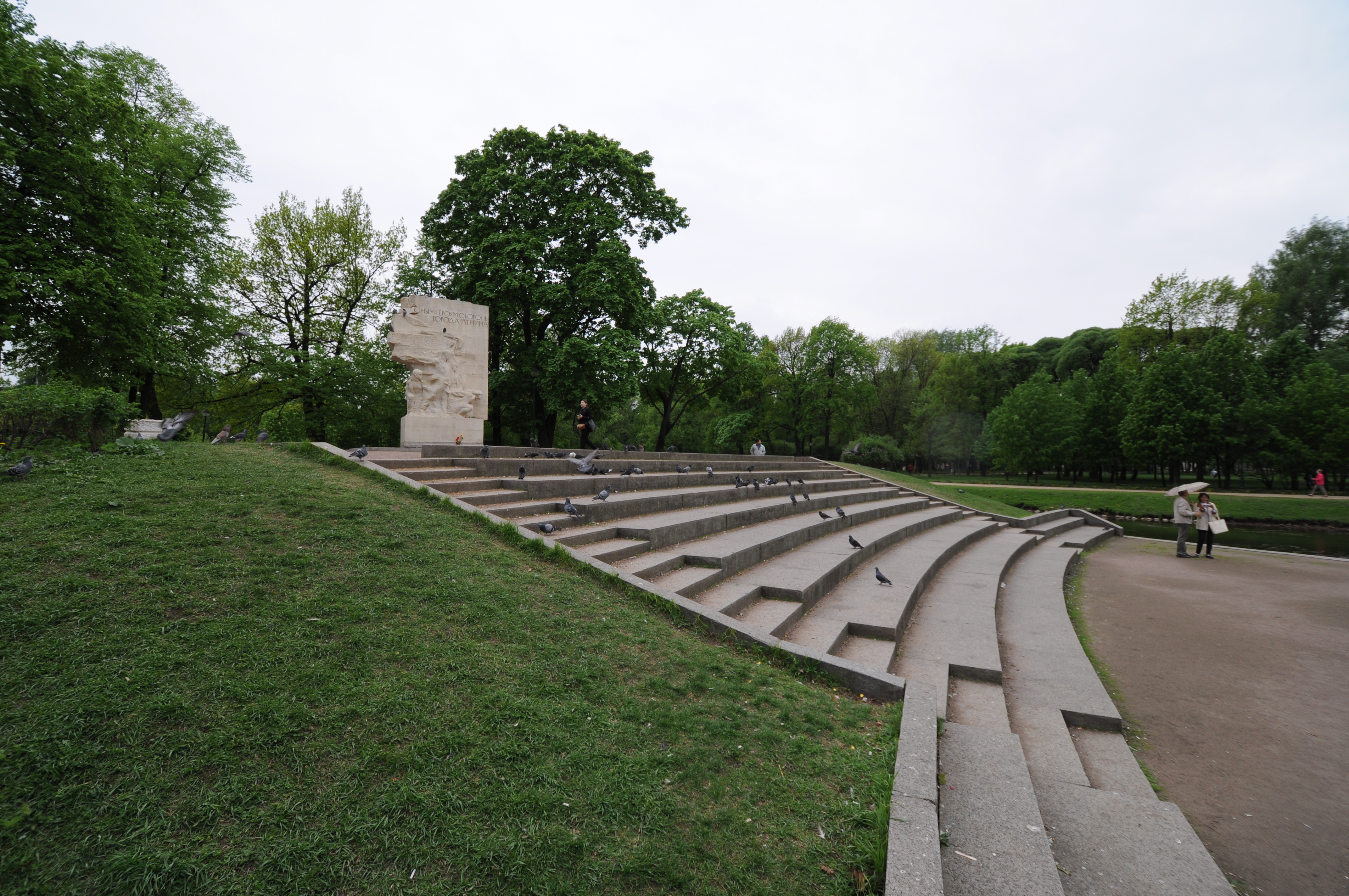
Гранитный спуск

Сооружён по инициативе пионеров № 58 средней школы Ждановского (ныне Приморского) района Ленинграда. По их призыву начался сбор средств, поступавших на расчетный счет Дворца пионеров. Также они первыми внесли деньги в фонд строительства памятника, заработанные на субботниках. Их инициативу подхватили другие школы города и области.
Закладка памятника «пионерам-героям Ленинграда и Ленинградской области, которые вместе с отцами и братьями проявили героизм и отвагу в годы Великой Отечественной войны» состоялась 9 ноября 1957 года в одной из самых высоких точек парка.
Выбор места установки памятника объясняется тем, что в 1956 году Таврический сад был передан в ведение Ленгорно и переименован в Городской детский парк. Сад, поступивший в распоряжение юных граждан города, стал их популярным местом посещения. Ребята получили стадион, лодочную станцию, открытую эстраду, различные аттракционы, игротеку, площадки для массовых игр.
Открытый конкурс на проект монумента был объявлен в марте 1958 года. Из представленных на первый тур 24-х проектов ни один не был принят к осуществлению. В ходе дальнейшего творческого соревнования для сооружения был рекомендован проект «Группа юных бойцов со знаменем» в виде стелы с горельефом.
Памятник был открыт 10 ноября 1962 года к 40-летию Всесоюзной пионерской организации.
Стела с горельефом высотой 4,8 метра выполнена из карапчеевского известняка по проекту скульпторов И. Н. Костюхина, В. С. Новикова и архитекторов А. И. Алымова и Ф. А. Гепнера.
Рельеф изображает четыре детские фигуры в напряженных позах у полуразрушенной стены здания — они притаились и готовы к действию. Во весь рост стоит их вожак, держа над головой концы знамени. Перед ним, напряженно вглядываясь вперед и прильнув к самой земле сидит девочка — она дает сигнал своим товарищам, как бы предостерегая их от опасности. По обе стороны от вожака расположились два мальчика, которые замерли в ожидании.
На лицевой стороне стены вырублено:

ЮНЫМ ГЕРОЯМ ОБОРОНЫ

ГОРОДА ЛЕНИНА

На тыльной:

МУЖЕСТВУ,

ВОЛЕ ОТВАЖНЫХ,

ПОДВИГАМ ИХ

БЕЗЗАВЕТНЫМ,

ВСЕМ ПИОНЕРАМ-ГЕРОЯМ

ПАМЯТНИК ЭТОТ ВОЗДВИГНУТ

ЛЕНИНЦЕВ ЮНЫХ РУКАМИ

Надписи врезными тонированными знаками на стеле выполнены по проекту архитектора Ф. А. Гепнера.
В ходе реконструкции парка по проекту мастерской № 11 института «Ленпроект» и завершенной в 1975 году, от площадки с памятником построен гранитный спуск к воде.
В ходе реставрационных работ, проведённых весной-летом 2014 года по заказу Музея городской скульптуры, памятник был расчищен от загрязнений, были устранены мелкие трещины и сколы, было произведено закрытие пор известковым раствором, а также затонированы буквы текста. Возле монумента высажен новый газон.